# بهشت سوزان (فیلم ۱۹۹۷)
بهشت سوزان (به انگلیسی: Heaven's Burning) یک فیلم سینمایی استرالیایی در ژانر جنایی محصول سال ۱۹۹۷ میلادی با بازی راسل کرو و به کارگردانی کریگ لاهیف است. این فیلم در تاریخ ۶ نوامبر ۱۹۹۷ در استرالیا اکران شد. این آخرین اثر سینمایی استرالیایی راسل کرو پیش از فیلم آب‌شناس محصول سال ۲۰۱۴ می‌باشد.

## خلاصه داستان
یک گروه سارق بعد از اینکه دزدی بانکشان خراب می‌شود یکی از سارقان دختری ژاپنی را که از عروسی فرار کرده گروگان می‌گیرد و …

## بازیگران
- راسل کرو - کالین اوبراین
- یوکی کودو - میدوری تاکادا
- کنجی ایزومورا - یوکیو تاکادا
- ری برت - کام اوبراین
- رابرت مامون - محمود
- پترو قورجیو - بورجان
- کالین هی - جونا (کومو)[۱][۳][۴][۵][۶]